# Marinha das Ondas
Marinha das Ondas ist eine Gemeinde (Freguesia) in Portugal und gehört zum Kreis (Concelho) von Figueira da Foz.

## Geografie
17 km südlich der Stadt Figueira da Foz gelegen, stellt es auch die südlichste Gemeinde des Kreises Figueira dar. Vor allem sein breiter Sandstrand und die Dünen – mit den angrenzenden, von lokalen Kiefernarten dominierten Waldgebieten – bestimmen die Landschaft.

## Geschichte
Der Name der Gemeinde geht vermutlich auf Salzvorkommen an einer damals nahegelegenen Meeresbucht zurück, an der sich zwei Siedlungen bildeten, Marinha de Cima (dt. etwa: Obere Salzbank) und Marinha de Baixo (dt. etwa.: Untere Salzbank), die dann zu Marinha das Ondas (dt. etwa: Salzbank der Wellen) zusammengewachsen sind. Der älteste Ort der Gemeinde war vermutlich am Strand Praia da Leirosa, wo sich saisonale Gelegenheitsfischer aus dem Inland vorübergehende Behausungen schufen.
Zu Zeiten der napoleonischen Invasionen Anfang des 19. Jahrhunderts war die Gegend noch wenig besiedelt. Ab 1865 wurden die befestigten Hausbesiedlung zahlreicher. Bis 1853 gehörte das Gemeindegebiet zum gemeinsamen Kreis von Lavos und Paião, um seither mit ihnen zusammen zum Kreis von Figueira da Foz zu gehören. 1928 wurde Marinha das Ondas eine eigenständige Gemeinde im Kreis Figueira.
Im Jahr 2009 wurde Marinha das Ondas zur Vila (Kleinstadt) erhoben.

## Kultur, Sport und Sehenswürdigkeiten

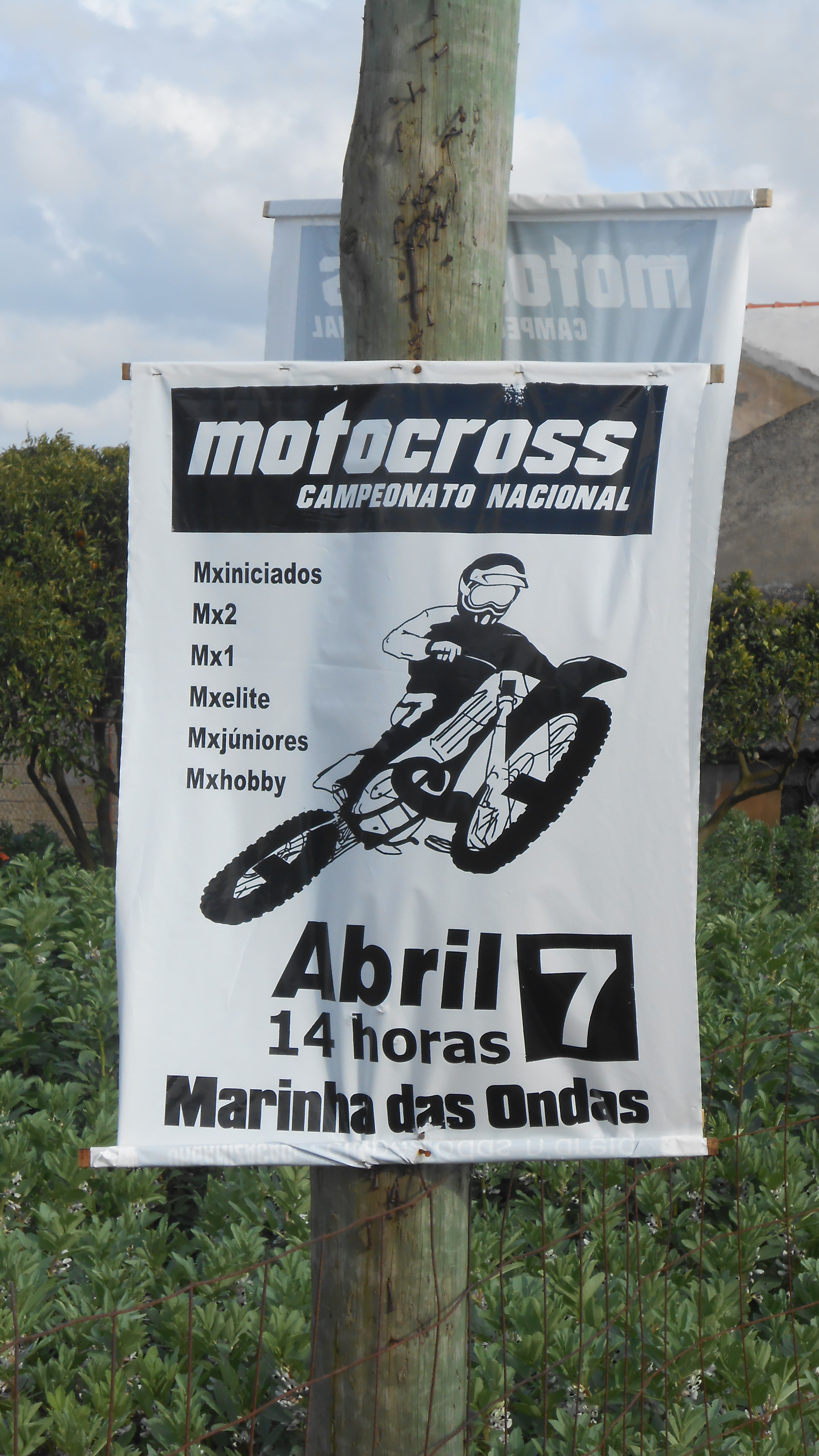
Ankündigung der Motocrossrennen zur portugiesischen Meisterschaft, 2013

Die sehenswerte Kapelle Capela de Nossa Senhora das Ondas steht seit 2011 unter Denkmalschutz. 1774 erbaut, ist sie während der napoleonischen Invasion Anfang des 19. Jahrhunderts teilweise ausgebrannt. 1958 wurde sie zur Gemeindekirche, bevor sie 1961 wieder zur Kapelle zurückgestuft wurde, mit der Einweihung der neuen, größeren Gemeindekirche Igreja Paroquial.
Die traditionelle Fischerei mit kleinen Booten, die kleine Schleppnetze benutzen, Pesca Xávega genannt, gilt zunehmend als Touristenattraktion. Am Strand von Leirosa, der mit der Blauen Flagge ausgezeichnet ist, werden zudem die Infrastrukturen ausgebaut, etwa ein Parkplatz für Wohnmobile und Wohnwagen, oder Kultur- und Gastronomieangebote. Der Strand Praia da Leirosa gilt zudem als Surfspot. Es gibt Bestrebungen und erste Untersuchungen, durch den Bau eines künstlichen Riffs den Strand noch geeigneter für den Surfsport zu machen. Die Überlegungen stehen auch im Zusammenhang mit den Bemühungen, die Bedrohungen für Strand und Dünen durch das Meer einzudämmen, und mögliche Beeinträchtigungen durch die Papierfabriken zu verhindern.
Seit den 1990er Jahren findet mit der volksfestähnlichen ExpoOndas alljährlich Anfang August eine Ausstellung der lokale Industrie (Keramik, Papier, Nahrungsmittelindustrie) und lokaler Handwerksbetriebe (Keramik, Blumenzucht, Kunsthandwerk, Landwirtschaft u. a.) statt, bei der sich auch die lokalen Vereine (Sport, Volkstanz, Kunst und Kultur), Gastronomiebetriebe und Bürgerinitiativen präsentieren.
Seit 1995 ist hier die portugiesische Pfadfinder-Gruppe Nr. 1224 ansässig.
In Marinha das Ondas finden regelmäßig Wettrennen zur nationalen Motocross-Meisterschaft statt.

## Verwaltung
Marinha das Ondas ist Sitz einer gleichnamigen Gemeinde (Freguesia) im Kreis (Concelho) von Figueira da Foz, im Distrikt Coimbra. Am 19. April 2021 hatte die Gemeinde 3188 Einwohner auf einer Fläche von 27,4 km².
Folgende Orte liegen in der Gemeinde Marinha das Ondas:
- Marinha das Ondas
- Matas
- Cipreste
- Casal de São Jorge
- Cabeço da Pedra
- Matos
- Canto das Pinas
- Sampaio
- Praia da Leirosa

## Verkehr
Mit dem Beschluss der CP aus 2012, die Linha do Oeste zukünftig nur für den Güterverkehr zu nutzen, verliert die Gemeinde den nahgelegenen Eisenbahnanschluss am Bahnhof Louriçal. Die angeschlossene Ramal-do-Louriçal-Strecke wird schon jetzt nur für den Güterverkehr zu den Papierfabriken genutzt.
Die Nationalstraße N109 führt durch die Gemeinde, ebenso die Autobahn A17, zu der die Gemeinde eine eigene Auffahrt hat.

## Wirtschaft
Die nahen Papier- und Cellulose-Fabriken der Soporcel (seit 1984) und der Altri-Tochter Celbi (1965) sind bedeutende Arbeitgeber. Auch der Fleischwarenhersteller Lusiaves ist von Bedeutung, neben Betrieben der Logistik, Holzverarbeitung, und der Nahrungsmittelindustrie. Die Fischerei und die Landwirtschaft haben an Bedeutung deutlich verloren und werden nur noch im Nebenerwerb betrieben. Der Weinbau ist noch nennenswert. Fremdenverkehr hat an Bedeutung gewonnen, insbesondere am überregional bekannten Strand Praia da Leirosa.